# Trevor Lawless
Arthur Trevor Lawless (sinh ngày 23 tháng 3 năm 1932 ở Cottam, Nottinghamshire, Anh), là một cầu thủ bóng đá người Anh thi đấu ở vị trí tiền vệ trung tâm ở Football League.